# Chromis multilineata

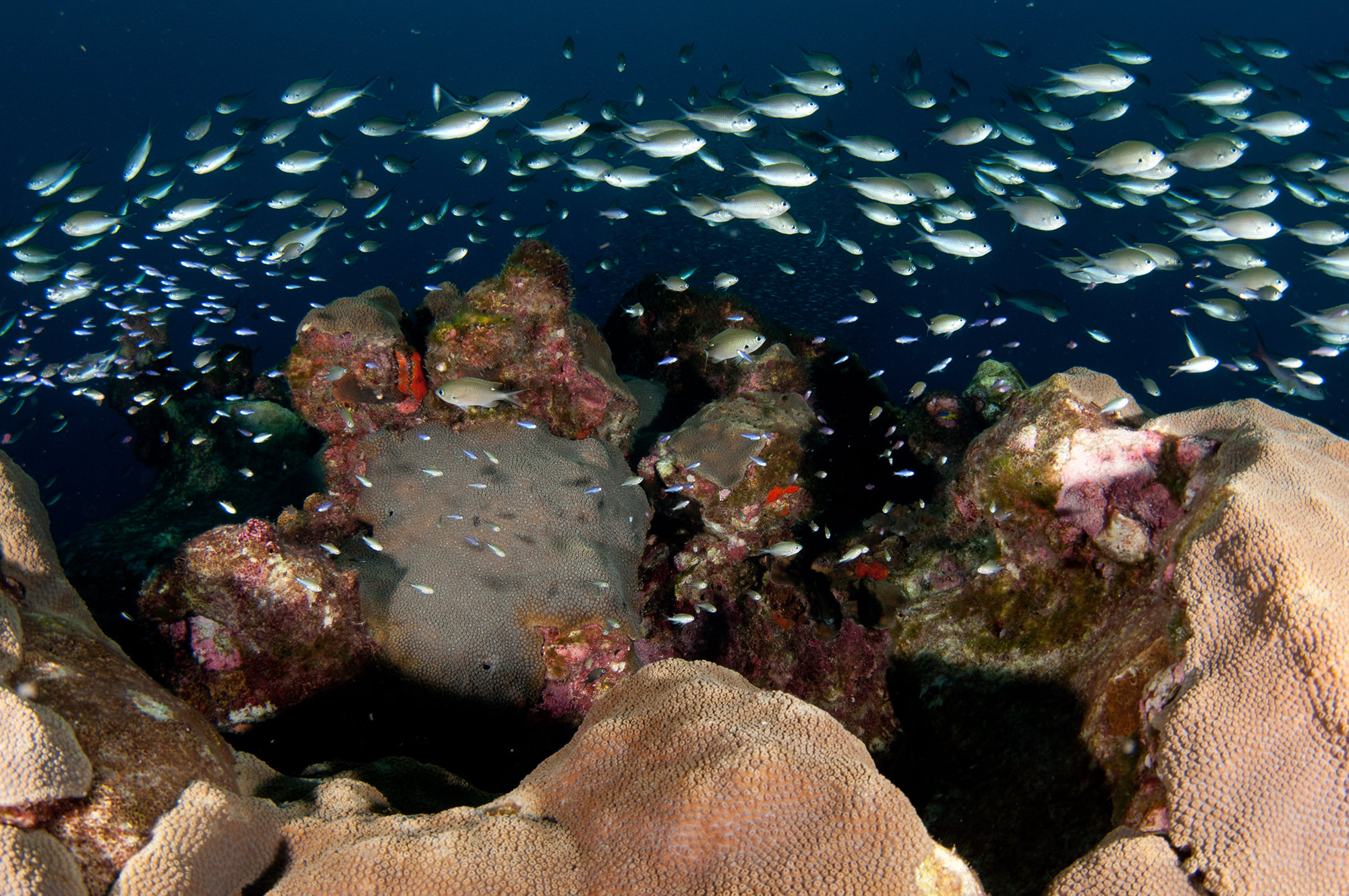
Cardumen de Chromis multilineata sobre colonias de Montastraea cavernosa, en el Santuario Nacional Marino de Flower Garden Banks, EE. UU.

Chromis multilineata es una especie de peces de la familia Pomacentridae en el orden de los Perciformes.

## Morfología
Los machos pueden llegar alcanzar los 20 cm de longitud total.

## Hábitat
Es un pez de mar.

## Distribución geográfica
Se encuentra en el Atlántico.